# Magurka (Wilkowicka)

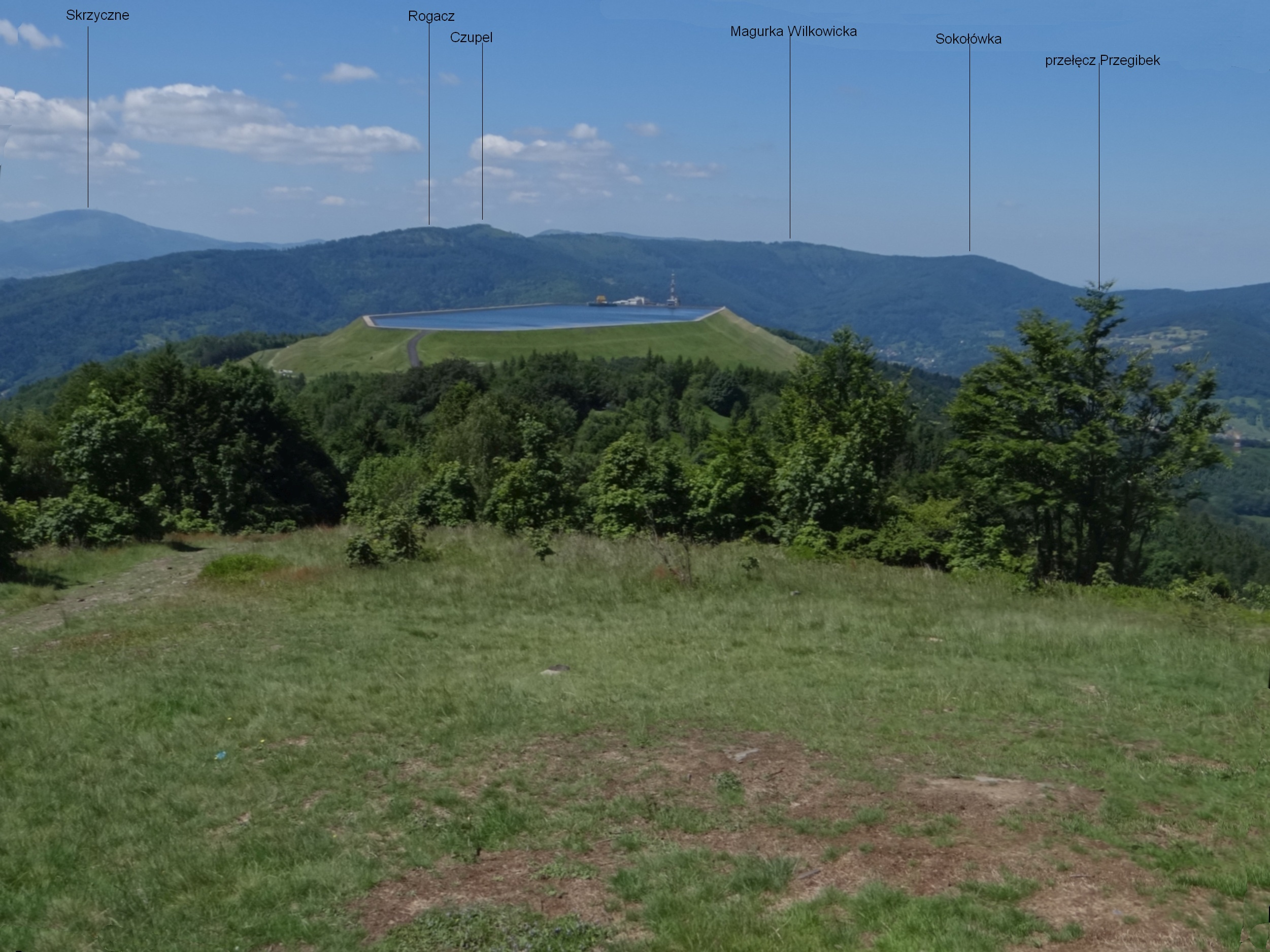
Widok na Magurkę z Kiczery

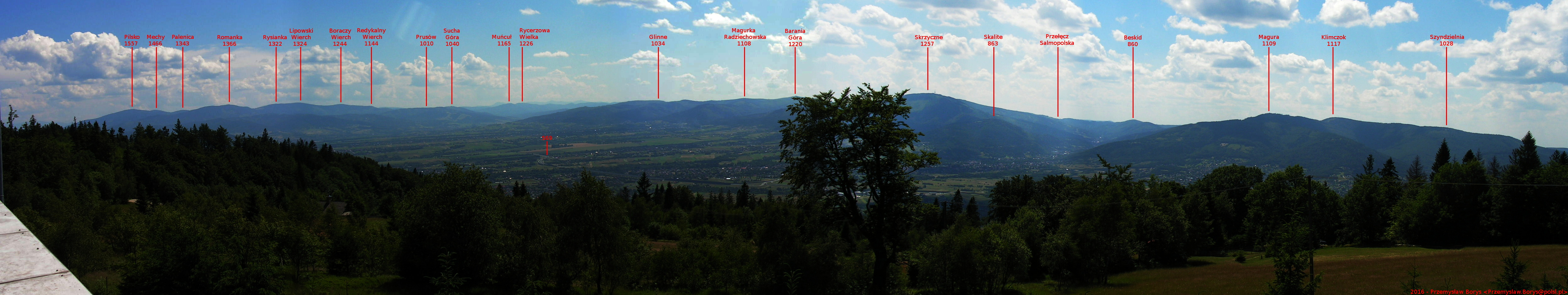
Panorama południowa z Magurki Wilkowickiej (od Pilska do Szyndzielni – z opisami)

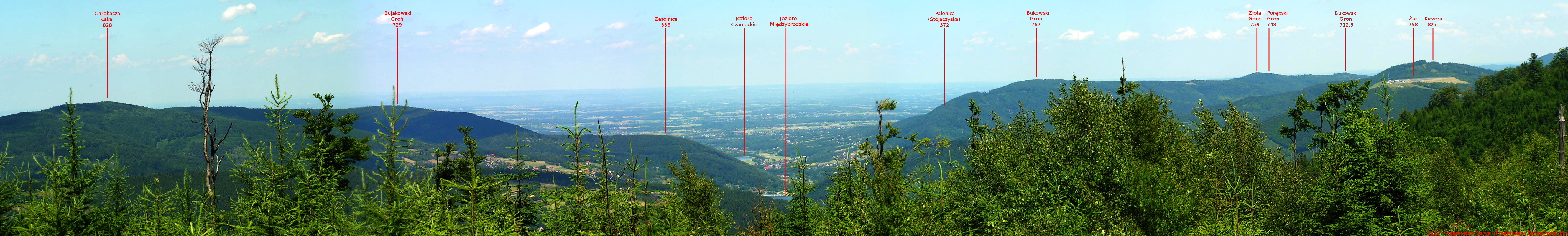
Panorama północno-wschodnia z Magurki Wilkowickiej, widziana 15 minut marszu przed wierzchołkiem od strony Czupla, na rozwidleniu szlaku niebieskiego i czarnego (obejmuje zakres od Chrobaczej Łąki do Żaru – z opisami)

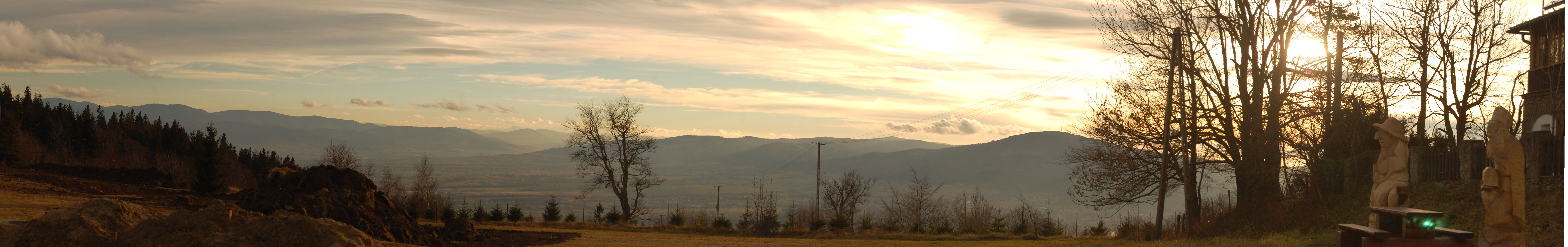
Widok z Magurki Wilkowickiej na południowy zachód

Magurka Wilkowicka (909 m n.p.m.) – czwarty co do wysokości szczyt Beskidu Małego, znajdujący się w Grupie Magurki Wilkowickiej.

## Topografia
Znajduje się w głównym grzbiecie Grupy Magurki, między Czuplem (930 m) i Sokołówką (853 m). Na zachód od Magurki Wilkowickiej odchodzi boczny grzbiet ze szczytami Rogacza i Łysej Góry. Trzema dolinami między trzema grzbietami Magurki Wilkowickiej spływają 3 potoki: Głęboki Potok (dopływ Ponikwy), Mraźnica i Wilkówka.
Grzbietem Magurki Wilkowickiej biegnie granica między miejscowościami Wilkowice (stoki południowo-zachodnie) i Międzybrodzie Bialskie (stoki północno-wschodnie).

## Historia
Dawniej w górnych partiach grzbietu Magurki tętniło życie pasterskie. Jeszcze w 1914 r. Ludomir Sawicki prowadząc badania nad szałaśnictwem na Żywiecczyźnie notował na „Magórce” szałas, w którym 3 wspólników wypasało łącznie 80 owiec. Od dawna jednak pasterstwo na tej wysokości stało się nieopłacalne ekonomicznie i dawne hale pasterskie stopniowo zarastają lasem.
Kazimierz Sosnowski stosował nazwę Magórka Łodygowska. Niemieckojęzyczni mieszkańcy Bielska i Białej używali w przeszłości nazwy Josefsberg, od figurki św. Józefa, która stała przy źródle na osiedlu Magurka Straceńska.
Pierwsze schronisko na Magurce Wilkowickiej wybudowała sekcja bielska niemieckiej organizacji turystycznej Beskidenverein. Uroczyste otwarcie miało miejsce 27 września 1903. Zaledwie w dwa lata po otwarciu schronisko spłonęło. Zostało odbudowane w ciągu następnego roku i uroczyście otwarte 18 sierpnia 1907. Wówczas obiekt otrzymał nazwę Erzherzogin Maria Theresia–Schutzhaus auf dem Josefsberge (Schronisko Arcyksiężnej Marii Teresy na Górze Józefa). 22 marca 1912 schronisko ponownie strawił pożar. Na jego miejscu wybudowano nowy obiekt, już murowany istniejący do dzisiaj, na wysokim podpiwniczeniu, oddany do użytku 19 października 1913 r..
W 1908 r. Niemcy wybudowali obok schroniska stację meteorologiczną. Budynek schroniska zimą wykorzystywany był jako ośrodek sportowy, na Magurce Wilkowickiej wybudowano bowiem tor saneczkowy schodzący od samego jej szczytu do Straconki. Podczas okupacji na polanach Magurki Niemcy organizowali szkolenia narciarskie, wybudowali nawet małą skocznię narciarską na stoku od strony Rogacza.
W latach 30. XX wieku powstał na szczycie jeszcze jeden obiekt, schronisko turystyczne Roberta Urbanke, które funkcjonowało niespełna dwa lata.
Przed 1914 w pobliżu Magurki Wilkowickiej, w kierunku Czupla, powstało schronisko turystyczne „Widok na Tatry”, które funkcjonowało do 1967r.

## Magurka Wilkowicka obecnie
Magurkę porasta las, ale okolice podszczytowe i zachodni grzbiet są w dużym stopniu bezleśne, zajęte przez łąki, pola i zabudowania Wilkowic. Na dużej widokowej polanie pod szczytem Magurki znajduje się pojedyncze gospodarstwo ze sklepem spożywczym i bufetem, a na polanie na szczycie Magurki nadajnik radiowo-telewizyjny, schronisko PTTK na Magurce Wilkowickiej i niewielki budynek z wnęką. Jest w niej obraz Matki Bożej i raz w roku odprawiane są tutaj msze. Na szczyt prowadzi z Wilkowic droga asfaltowa, przy schronisku jest parking i budynek ośrodka narciarstwa biegowego. Jego pochyły dach służy jako taras widokowy, a w budynku mieści się garaż dla ratraka oraz pokoje dla sędziów i organizatorów. Na stokach Magurki i sąsiednich szczytów wyznakowano trasę biegową z czterema pętlami. Spełniała ona wymogi FIS. Odbywają się tutaj m.in. zawody „Śladami arcyksiężnej Marii Teresy”.
Z polany podszczytowej roztacza się widok na Beskid Śląski, Mały oraz Żywiecki: m.in. widok na Babią Górę, Pilsko i Wielką Raczę oraz Baranią Górę, Skrzyczne i Klimczok.

## Szlaki turystyczne
ze stacji PKP Wilkowice Bystra – 2:15 godz.
 z Bielska-Białej-Straconki przez Hańderkulę – 1:15 godz.
 z Bielska-Białej-Straconki – 2:15 godz.
 z Międzybrodzia Bialskiego – 2:30 godz.
 z Lipnika przez Przełęcz Przegibek – 3:00 godz.
 z Czernichowa – 2:15 godz.
 ze stacji PKP Bielsko-Biała Mikuszowice – 2:15 godz.
 z Cygańskiego Lasu przez Łysą Górę – 3:30 godz.
 potem  lub  z przystanku MZK Mikuszowice Krakowskie – 1:30/1:45 godz.
 z Wilkowic przez Chatkę Rogacz – 1:48 godz.
 z Wilkowic przez Skałę Czarownic – 2:50 godz.

## Przypisy

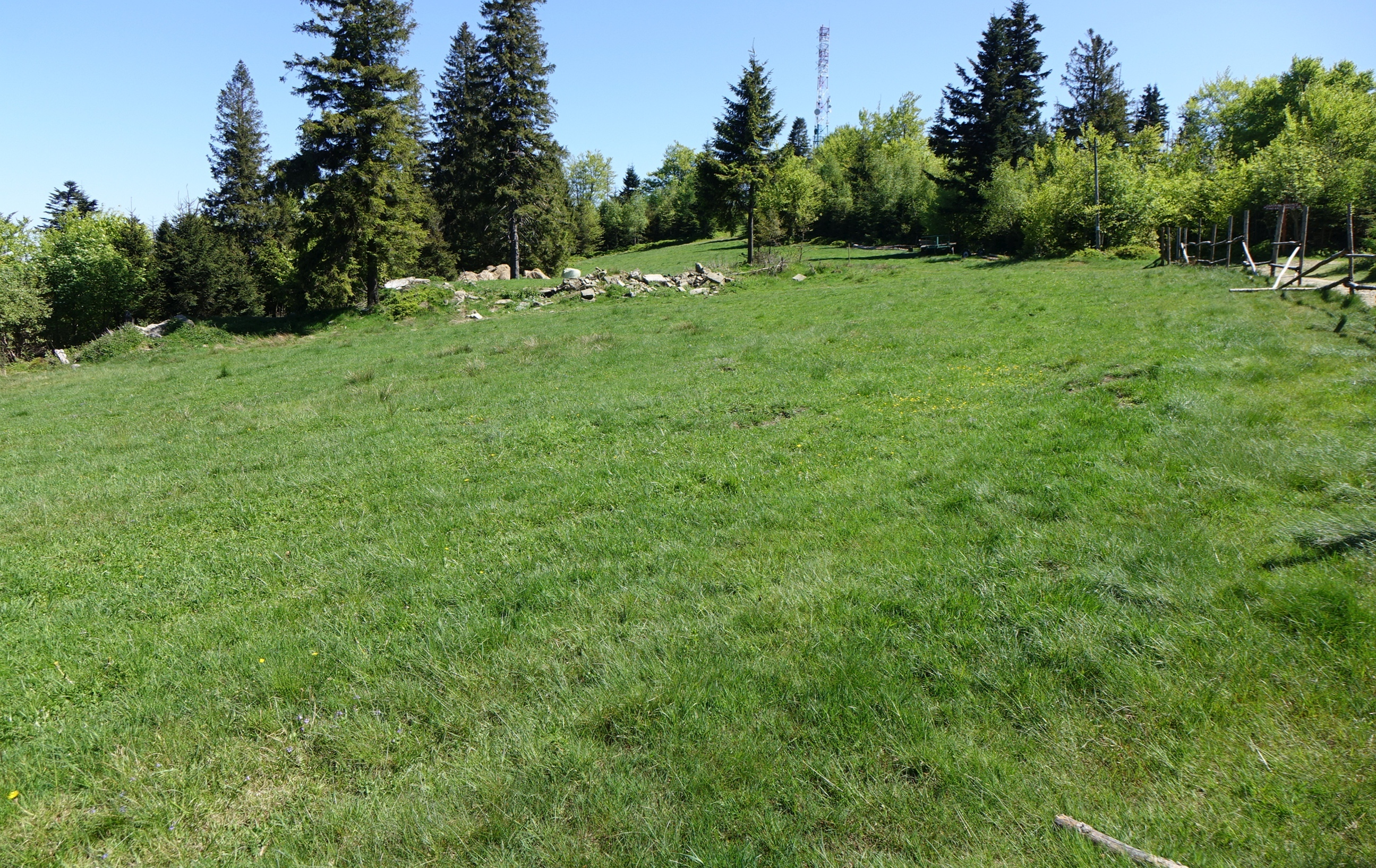
Polana pod szczytem
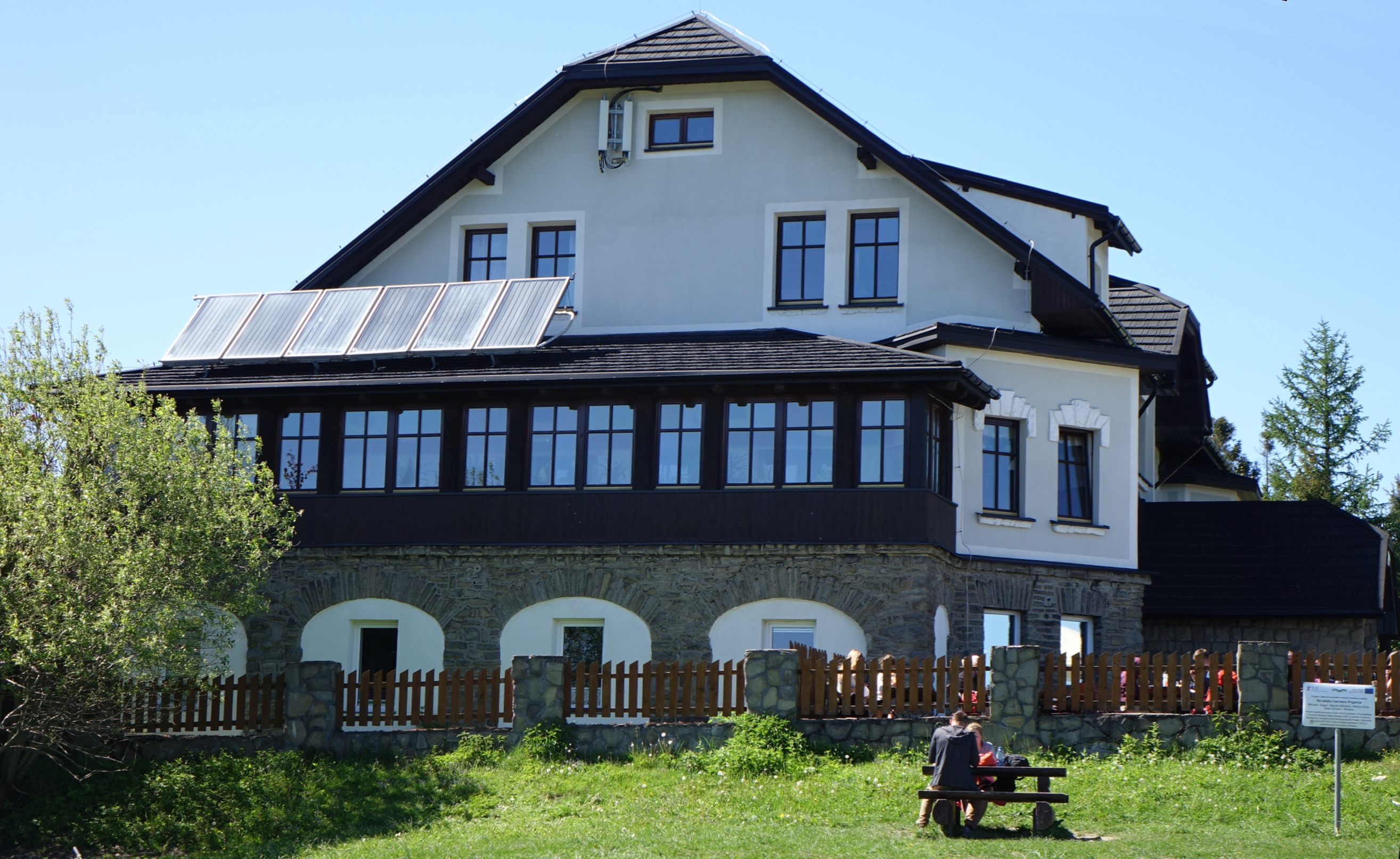
Schronisko PTTK
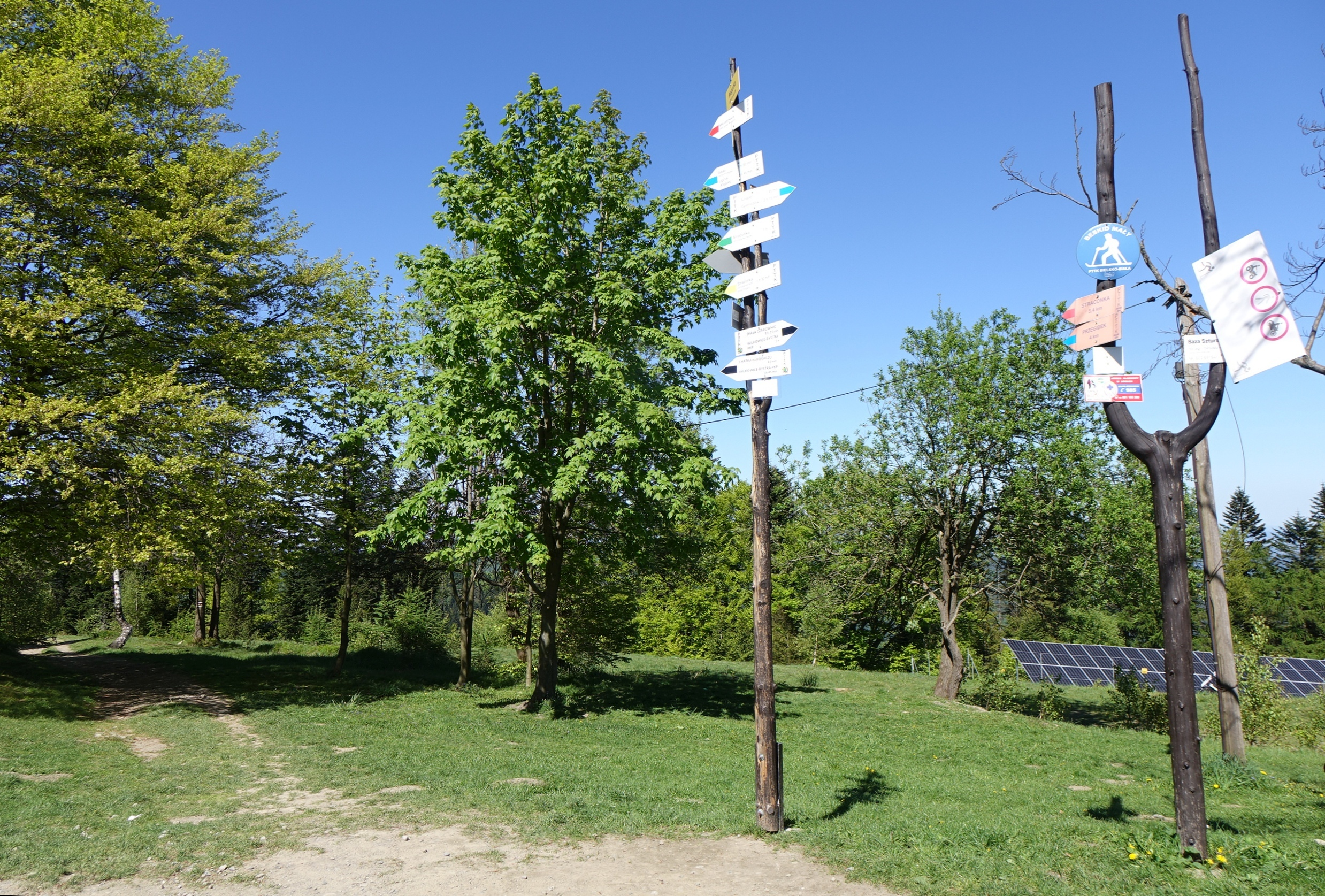
Szlakowskazy turystyczne
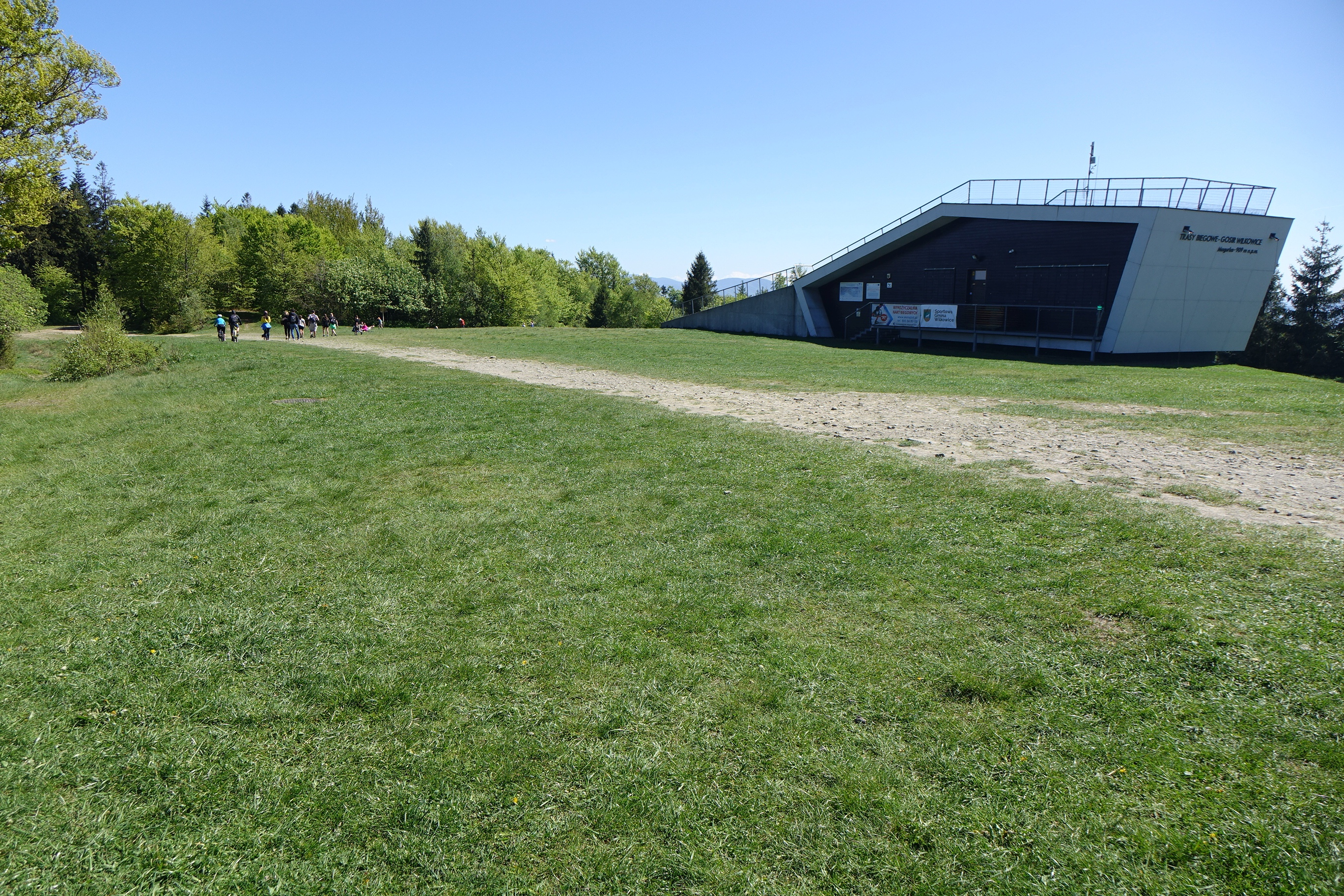
Startowisko dla narciarzy
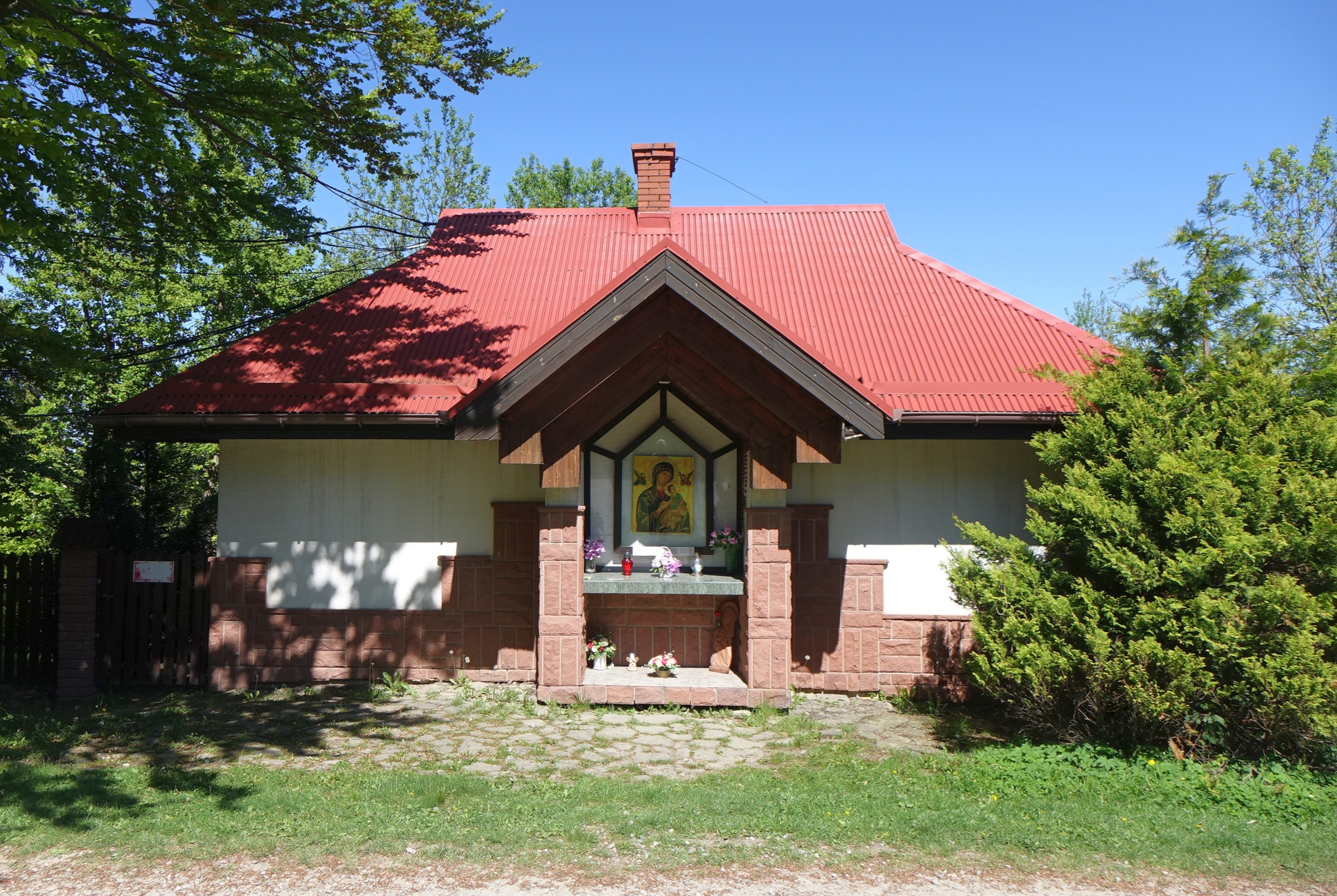
Kapliczka